# Youtubers Life
Youtubers Life là tựa game mô phỏng đời sống và mô phỏng kinh doanh do công ty game độc lập U-Play online có trụ sở tại Tây Ban Nha phát triển nên. Trò chơi được phát hành trên Steam Early Access vào tháng 5 năm 2016.

## Lối chơi
Youtubers Life thuộc thể loại mô phỏng đời sống với các yếu tố mô phỏng kinh doanh và ảnh hưởng từ những tựa game cùng loại như Game Dev Tycoon và The Sims. Người chơi hóa thân vào nhân vật chính đang cố gắng xây dựng sự nghiệp làm người nổi tiếng trên YouTube. Ngoài việc đảm nhận hoạt động tạo dựng video cho kênh của mình, người chơi còn phải quản lý quá trình học tập và đời sống xã hội của nhân vật này trong game. Khi nhân vật dần dần phát triển danh tiếng, người chơi cũng phải quản lý nhóm nhân viên của nhân vật và mạng nội dung đang phát triển. Cơ hội tạo dựng video cho bạn bè, sáng tạo video thông qua các thỏa thuận quảng cáo và doanh thu do quảng cáo của mỗi video tạo ra cho phép nhân vật mua sắm những gói nâng cấp thiết bị và nhà ở của riêng mình, đồng thời truy cập nguồn tài nguyên giúp nâng cấp kỹ năng cho nhân vật của người chơi.

## Phát triển
Youtubers Life do U-Play online, một công ty giải trí độc lập có trụ sở tại Barcelona, Tây Ban Nha phát triển. Trò chơi này ra mắt thông qua Steam Greenlight vào năm 2015, và được phát hành trên Steam Early Access dành cho hệ điều hành Microsoft Windows và OS X vào ngày 18 tháng 5 năm 2016.
Tháng 11 năm 2018, Youtubers Life OMG! Edition đã được nhà sản xuất phát hành trên các hệ máy chơi game như Nintendo Switch, PlayStation 4 và Xbox One.
Phần tiếp theo của trò chơi này mang tên Youtubers Life 2 được công bố vào năm 2021 và phát hành vào ngày 19 tháng 10 cùng năm.